# اشتقاق معادلات نافييه-ستوكس
الهدف من هذه المقالة هو إبراز النقاط المهمة لاشتقاق معادلات نافيير-ستوكس بالإضافة إلى تطبيقها وصياغتها لعائلات مختلفة من الموائع.

## الافتراضات الأساسية
تستند معادلات نافيير-ستوكس على افتراض أن المائع، محل الدراسة، هو سلسلة متصلة - مادة متصلة مستمرة وليس جسيمات منفصلة. وهناك افتراض ضروري آخر هو أن جميع مجالات الاهتمام بما في ذلك الضغط وسرعة التدفق والكثافة ودرجة الحرارة قابلة للتفاضل، على الأقل بشكل ضعيف.
المعادلات مشتقة من المبادئ الأساسية لمعادلة استمرارية الكتلة وزخم الحركة وبقاء الطاقة. في بعض الأحيان يكون من الضروري اعتبار حجم اختياري محدود، يسمى حجم دراسي (حجم التحكم) Control volume، والذي يمكن تطبيق هذه المبادئ عليه. يُرمز لهذا الحجم المحدود بالرمز Ω، وإلى سطحه المحيط به بالرمز ∂Ω. يمكن أن يظل حجم التحكم ثابتًا في الفضاء أو يمكن أن يتحرك مع المائع.

## المشتق المادي
يمكن قياس التغيرات في خصائص المائع المتحرك بطريقتين مختلفتين. يمكن للمرء قياس خاصية معينة إما عن طريق إجراء القياس على نقطة ثابتة في الفضاء حيث تمر جسيمات المائع، أو باتباع جزء من السائل على طول خط جريانه. ويطلق على مشتقة مجال بالنسبة إلى موضع ثابت في الفضاء مصطلح «مشتقة أويلر»، في حين أن المشتقة التي تتبع جسم متحرك تُسمى مشتق مادي advective أو material (أو مشتقة لاغرانج).
يتم تعريف المشتق المادي على أنه المُعامل غير الخطي :
{\displaystyle {\frac {D}{Dt}}\ {\stackrel {\mathrm {def} }{=}}\ {\frac {\partial }{\partial t}}+\mathbf {u} \cdot \nabla }
حيث: u هي سرعة التدفق. الجزء الأول على الجانب الأيمن من المعادلة هو مشتق أويلر العادي (المشتق في إطار مرجعي ثابت، يمثل التغييرات عند نقطة بالنسبة للزمن) بينما يمثل الجزء الثاني التغييرات في كمية بالنسبة للموقع (انظر نقل (موائع)). هذا المشتق «الخاص» هو في الواقع مشتق عادي لدالة بها العديد من المتغيرات على طول مسار يتبع حركة المائع؛ يمكن استنتاجه من خلال تطبيق قاعدة السلسلة التي يتم فيها فحص جميع المتغيرات المستقلة للتغيير على طول المسار (أي المشتق الكلي).
على سبيل المثال، يمكن الحصول على قياس التغيرات في سرعة الرياح في الغلاف الجوي بمساعدة مقياس شدة الريح في محطة الطقس أو من خلال مراقبة حركة منطاد الطقس. مقياس شدة الريح في الحالة الأولى يقيس سرعة جميع الجسيمات المتحركة التي تمر عبر نقطة ثابتة في الفضاء، بينما في الحالة الثانية، تقيس الأداة التغيرات في السرعة أثناء تحركها مع التدفق.

## معادلات الاستمرارية
معادلة نافييه-ستوكس هي معادلة استمرارية خاصة. يمكن اشتقاق معادلة الاستمرارية من مبادئ حفظ كل من:
- الكتلة
- الزخم (كمية التحرك)
- الطاقة.

معادلة الاستمرارية (أو قانون الحفظ) هي علاقة تكامل تنص على أن معدل تغير بعض الخصائص المتكاملة φ المُعرفة على حجم التحكم Ω يجب أن يكون مساويًا للمقدار المفقود أو المكتسب من خلال الحدود Γ من الحجم بالإضافة إلى ما تم إنشاؤه أو استهلكه من المصادر sources أوالمصارف sinks داخل الحجم. يتم التعبير عن ذلك من خلال معادلة الاستمرارية المتكاملة التالية:
{\displaystyle {\frac {d}{dt}}\int _{\Omega }\varphi \ d\Omega =-\int _{\Gamma }\varphi \mathbf {u\cdot n} \ d\Gamma -\int _{\Omega }s\ d\Omega }
حيث: u هي سرعة تدفق المائع، n هي المتجه العمودي للخارج، و s تمثل المصادر والمصارف في التدفق، مع اعتبار المصارف موجبة.
يمكن تطبيق نظرية التباعد على التكامل السطحي، وتغييره إلى تكامل حجمي:
{\displaystyle {\frac {d}{dt}}\int _{\Omega }\varphi \ d\Omega =-\int _{\Omega }\nabla \cdot (\varphi \mathbf {u} )\ d\Omega -\int _{\Omega }s\ d\Omega .}
بتطبيق نظرية نقل رينولد Reynolds transport theorem على التكامل على اليسار ثم دمج كل التكاملات:
{\displaystyle \int _{\Omega }{\frac {\partial \varphi }{\partial t}}\ d\Omega =-\int _{\Omega }\nabla \cdot (\varphi \mathbf {u} )\ d\Omega -\int _{\Omega }s\ d\Omega \quad \Rightarrow \quad \int _{\Omega }\left({\frac {\partial \varphi }{\partial t}}+\nabla \cdot (\varphi \mathbf {u} )+s\right)d\Omega =0.}
يجب أن يكون التكامل صفرًا لأي حجم تحكم؛ لا يمكن أن يكون هذا صحيحًا إلا إذا كان «ما يجري عليه التكامل» نفسه صفرًا، أي أن:
{\displaystyle {\frac {\partial \varphi }{\partial t}}+\nabla \cdot (\varphi \mathbf {u} )+s=0.}
من هذه العلاقة المهمة (معادلة الاستمرارية العامة جدًا)، يمكن كتابة ثلاثة مفاهيم مهمة بإيجاز: الحفاظ على الكتلة، والحفاظ على الزخم، والحفاظ على الطاقة (بقاء الكتلة، وبقاء كمية التحرك، وبقاء الطاقة). تظل هذه العلاقة قائمة إذا كانت φ متجهًا، وفي هذه الحالة سيكون ضرب المتجه في متجه في الجزء الثاني ثنائيًا dyad.

### الحفاظ على الزخم
يتم الحصول على معادلة الزخم العامة عند تطبيق علاقة الحفظ على الزخم. عندما تعتبر الخاصية φ بمثابة تدفق الكتلة mass flux (أيضًا كثافة الزخم momentum density)، أي حاصل ضرب كثافة الكتلة وسرعة التدفق ρu، عن طريق التعويض في معادلة الاستمرارية العامة:
{\displaystyle {\frac {\partial }{\partial t}}(\rho \mathbf {u} )+\nabla \cdot (\rho \mathbf {u} \otimes \mathbf {u} )=\mathbf {s} }
حيث: u ⊗ u هو ثنائي dyad، حالة خاصة من "موتر الضرب tensor product، والذي يؤدي إلى موتر المرتبة الثانية. تباعد موتر المرتبة الثانية هو أيضًا متجه (موتر من الدرجة الأولى).
باستخدام صيغة تباعد ثنائي،
{\displaystyle \nabla \cdot (\mathbf {a} \otimes \mathbf {b} )=(\nabla \cdot \mathbf {a} )\mathbf {b} +\mathbf {a} \cdot \nabla \mathbf {b} }
ثم لدينا
{\displaystyle \mathbf {u} {\frac {\partial \rho }{\partial t}}+\rho {\frac {\partial \mathbf {u} }{\partial t}}+\mathbf {u} \mathbf {u} \cdot \nabla \rho +\rho \mathbf {u} \cdot \nabla \mathbf {u} +\rho \mathbf {u} \nabla \cdot \mathbf {u} =\mathbf {s} }
لاحظ أن التدرج تدرج (رياضيات) للمتجه هو حالة خاصة للمشتق المتغير covariant derivative، ينتج عن العملية موتر من المرتبة الثانية؛ باستثناء الإحداثيات الديكارتية، من المهم أن نفهم أن هذا ليس مجرد تدرج عنصر تلو الآخر. بإعادة ترتيب وإدراك أن u ⋅ ∇ρ + ρ∇ ⋅ u = ∇ ⋅ (ρu) :
{\displaystyle {\begin{aligned}\mathbf {u} \left({\frac {\partial \rho }{\partial t}}+\mathbf {u} \cdot \nabla \rho +\rho \nabla \cdot \mathbf {u} \right)+\rho \left({\frac {\partial \mathbf {u} }{\partial t}}+\mathbf {u} \cdot \nabla \mathbf {u} \right)&=\mathbf {s} \\[6px]\mathbf {u} \left({\frac {\partial \rho }{\partial t}}+\nabla \cdot (\rho \mathbf {u} )\right)+\rho \left({\frac {\partial \mathbf {u} }{\partial t}}+\mathbf {u} \cdot \nabla \mathbf {u} \right)&=\mathbf {s} \end{aligned}}}
التعبير الموجود في أقصى اليسار بين قوسين هو، من خلال استمرارية الكتلة، يساوي الصفر. مع ملاحظة أن ما تبقى على الجانب الأيسر من المعادلة هو المشتق المادي لسرعة التدفق:
{\displaystyle \rho {\frac {D\mathbf {u} }{Dt}}=\rho \left({\frac {\partial \mathbf {u} }{\partial t}}+\mathbf {u} \cdot \nabla \mathbf {u} \right)=\mathbf {s} }
يبدو أن هذا مجرد تعبير عن قانون نيوتن الثاني: (F = ma) بدلالة قوى الجسم بدلاً من قوى النقطة. كل جزء في أي حالة من معادلات نافييه-ستوكس هو قوة جسم. الطريقة الأقصر ولكن الأقل صرامة للوصول إلى هذه النتيجة هي تطبيق قاعدة السلسلة على التسارع:
{\displaystyle {\begin{aligned}\rho {\frac {d}{dt}}{\bigl (}\mathbf {u} (x,y,z,t){\bigr )}=\mathbf {s} \quad &\Rightarrow &\rho \left({\frac {\partial \mathbf {u} }{\partial t}}+{\frac {\partial \mathbf {u} }{\partial x}}{\frac {dx}{dt}}+{\frac {\partial \mathbf {u} }{\partial y}}{\frac {dy}{dt}}+{\frac {\partial \mathbf {u} }{\partial z}}{\frac {dz}{dt}}\right)&=\mathbf {s} \\\quad &\Rightarrow &\rho \left({\frac {\partial \mathbf {u} }{\partial t}}+u{\frac {\partial \mathbf {u} }{\partial x}}+v{\frac {\partial \mathbf {u} }{\partial y}}+w{\frac {\partial \mathbf {u} }{\partial z}}\right)&=\mathbf {s} \\\quad &\Rightarrow &\rho \left({\frac {\partial \mathbf {u} }{\partial t}}+\mathbf {u} \cdot \nabla \mathbf {u} \right)&=\mathbf {s} \end{aligned}}}
حيث: u = (u, v, w). السبب في أن هذا «أقل صرامة» هو أننا لم نظهر أن اختيار
{\displaystyle \mathbf {u} =\left({\frac {dx}{dt}},{\frac {dy}{dt}},{\frac {dz}{dt}}\right)}
صحيح؛ ومع ذلك، فمن المنطقي أنه مع اختيار هذا المسار، فإن المشتق «يتبع» جسيمًا مائعًا، ولكي يعمل قانون نيوتن الثاني، يجب جمع القوى على الجسيم. لهذا السبب يُعرف مشتق الحمل convective derivative أيضًا باسم مشتق الجسيم particle derivative.

### حفظ الكتلة
يمكن اعتبار الكتلة أيضًا. عندما تعتبر الخاصية φ بمثابة الكتلة، عن طريق التعويض في معادلة الاستمرارية العامة، وأخذ s = 0 (لا توجد مصادر أو مصارف للكتلة):
{\displaystyle {\frac {\partial \rho }{\partial t}}+\nabla \cdot (\rho \mathbf {u} )=0}
حيث: ρ هي كثافة الكتلة (الكتلة لكل وحدة حجم)، و u هي سرعة التدفق. وتسمى هذه المعادلة معادلة استمرارية الكتلة، أو ببساطة معادلة الاستمرارية. ترافق هذه المعادلة عمومًا معادلة نافييه-ستوكس.
في حالة وجود سائل غير قابل للضغط، DρDt = 0 (الكثافة عبر مسار السائل تكون ثابتة) وتُختصر المعادلة إلى:
{\displaystyle \nabla \cdot \mathbf {u} =0}
وهو في الواقع دليل على الحفاظ على الحجم (بقاء الحجم).

## معادلة زخم كوشي
الكثافة العامة لمصدر الزخم s يمكن جعلها محددة أولا عن طريق تقسيمها إلى جزئين جديدتين، واحد لوصف الضغوط الداخلية، وواحد للقوى الخارجية، مثل الجاذبية. من خلال فحص القوى التي تؤثر على مكعب صغير في المائع، يمكن بيان أن
{\displaystyle \rho {\frac {D\mathbf {u} }{Dt}}=\nabla \cdot {\boldsymbol {\sigma }}+\mathbf {f} }
حيث: σ هو موتر الإجهاد لكوشي، f هي قوى الجسم الموجودة. تسمى هذه المعادلة بمعادلة الزخم لكوشي وتصف الحفاظ على الزخم غير النسبي لأي سلسلة متصلة تحافظ على الكتلة. و σ هو موتر متماثل من الرتبة الثانية مُعطى بواسطة مكوناته المتغيرة. في الإحداثيات المتعامدة في ثلاثة أبعاد، يتم تمثيله على أنه مصفوفة 3 × 3 :
{\displaystyle \sigma _{ij}={\begin{pmatrix}\sigma _{xx}&\tau _{xy}&\tau _{xz}\\\tau _{yx}&\sigma _{yy}&\tau _{yz}\\\tau _{zx}&\tau _{zy}&\sigma _{zz}\end{pmatrix}}}
حيث: σ هي الضغوط العمودية، و τهي ضغوط القص. تنقسم هذه المصفوفة إلى جزئين:
{\displaystyle \sigma _{ij}={\begin{pmatrix}\sigma _{xx}&\tau _{xy}&\tau _{xz}\\\tau _{yx}&\sigma _{yy}&\tau _{yz}\\\tau _{zx}&\tau _{zy}&\sigma _{zz}\end{pmatrix}}=-{\begin{pmatrix}p&0&0\\0&p&0\\0&0&p\end{pmatrix}}+{\begin{pmatrix}\sigma _{xx}+p&\tau _{xy}&\tau _{xz}\\\tau _{yx}&\sigma _{yy}+p&\tau _{yz}\\\tau _{zx}&\tau _{zy}&\sigma _{zz}+p\end{pmatrix}}=-p\mathbf {I} +{\boldsymbol {\tau }}}
حيث: I مصفوفة الوحدة 3 × 3، و τ هو موتر الضغط deviatoric. لاحظ أن الضغط الميكانيكي p يساوي سالب الضغط العمودي المتوسط: 
{\displaystyle p=-{\tfrac {1}{3}}\left(\sigma _{xx}+\sigma _{yy}+\sigma _{zz}\right).}
الدافع للقيام بذلك هو أن الضغط عادة ما يكون متغيرًا ذا أهمية، وهذا أيضًا يُبسط التطبيق على عائلات محددة من الموائع لاحقًا، لأن الموتر τ الموجود في أقصى يمين المعادلة أعلاه يجب أن يكون صفرًا للمائع في حالة السكون. لاحظ أن τ لا يمكن تتبعها. يمكن الآن كتابة معادلة كوشي في شكل آخر أكثر وضوحًا:
{\displaystyle \rho {\frac {D\mathbf {u} }{Dt}}=-\nabla p+\nabla \cdot {\boldsymbol {\tau }}+\mathbf {f} }
هذه المعادلة لا تزال غير مكتملة. ولإكمالها، يجب على المرء أن يضع فرضيات حول أشكال τ و p، أي أن المرء يحتاج إلى قانون تأسيسي لموتّر الإجهاد الذي يمكن الحصول عليه لعائلات محددة من الموائع وعلى الضغط. تؤدي بعض هذه الفرضيات إلى معادلات أويلر (ديناميكيات الموائع)، بينما تؤدي بعض الفرضيات الأخرى إلى معادلات نافيير-ستوكس. بالإضافة إلى ذلك، إذا تم افتراض أن التدفق قابل للانضغاط، فستكون هناك حاجة إلى معادلة الحالة، والتي من المحتمل أن تتطلب مزيدًا من الحفاظ على صياغة الطاقة.

## التطبيق على موائع مختلفة
الشكل العام لمعادلات الحركة ليس «جاهزًا للاستخدام»، ولا يزال موتر الإجهاد مجهولًا، لذا هناك حاجة إلى مزيد من المعلومات؛ هذه المعلومات هي عادة بعض المعرفة بسلوك اللزوجة للمائع. بالنسبة للأنواع المختلفة من تدفق الموائع، ينتج عن ذلك أشكال محددة من معادلات نافيير-ستوكس.

### السائل النيوتوني

#### سائل نيوتن مضغوط
تنبع صياغة السوائل النيوتونية من ملاحظة قام بها إسحاق نيوتن، والتي تقول، بالنسبة لمعظم الموائع،
{\displaystyle \tau \propto {\frac {\partial u}{\partial y}}}
من أجل تطبيق هذا على معادلات نافيير-ستوكس، وضع ستوكس ثلاثة افتراضات:
- موتر الإجهاد هو دالة خطية لموتّر معدل الإجهاد أو ما يعادله من تدرج السرعة.
- السائل موحد الخواص isotropic.
- بالنسبة للسائل الساكن، يجب أن يكون ∇ ⋅ τ صفرًا (بحيث ينتج الضغط الهيدروستاتيكي).

توضح القائمة أعلاه الفرضية التقليدية التي مفادها أن موتر معدل إجهاد القص (الجزء (المتماثل) من تدرج السرعة) هو موتر قص خالص ولا يتضمن أي جزء من التدفق الداخل/الخارج (أي جزء ضغط/تمدد). هذا يعني أن أثره يساوي صفرًا، ويتم تحقيق ذلك بطرح ∇ ⋅ u بطريقة متماثلة من العناصر القطرية للموتر. تُضاف المساهمة الانضغاطية للضغط اللزج كموتّر قطري منفصل.
سيؤدي تطبيق هذه الافتراضات إلى:
{\displaystyle \tau =\mu \left(\nabla \mathbf {u} +\left(\nabla \mathbf {u} \right)^{\mathsf {T}}\right)+\lambda \left(\nabla \cdot \mathbf {u} \right)\mathbf {I} }
أو في شكل موتر
{\displaystyle \tau _{ij}=\mu \left({\frac {\partial u_{i}}{\partial x_{j}}}+{\frac {\partial u_{j}}{\partial x_{i}}}\right)+\delta _{ij}\lambda {\frac {\partial u_{k}}{\partial x_{k}}}}
أي، يتم تحديد انحراف موتر معدل التشوه إلى انحراف موتر الإجهاد، حتى عامل μ.
حيث: δij هي دلتا كرونكر Kronecker delta. وكلا من μ و λ هما ثابت تناسب مرتبط بفرض أن الضغط يعتمد على الانفعال خطيًا؛ يُطلق على μ المعامل الأول للزوجة أو لزوجة القص (عادةً ما يُطلق عليه فقط «اللزوجة» "viscosity")، و λ هو المعامل الثاني للزوجة أو اللزوجة الحجمية (وهو مرتبط باللزوجة السائبة bulk viscosity). من الصعب للغاية تحديد قيمة λ، التي تنتج تأثيرًا لزجًا مرتبطًا بتغيير الحجم، ولا تُعرف حتى إشارتها على وجه اليقين المطلق. حتى في التدفقات القابلة للانضغاط، غالبًا ما يكون الجزء الذي يتضمن λ ضئيلًا (يمكن إهماله)؛ ومع ذلك، يمكن أن تكون مهمة في بعض الأحيان حتى في التدفقات غير القابلة للضغط تقريبًا وهي مسألة مثيرة للجدل. عند عتبارها غير صفرية، فإن التقدير التقريبي الأكثر شيوعًا هو λ ≈ −23μ.
سيؤدي التعويض المباشر لـ τij في معادلة الحفاظ على الزخم إلى إنتاج معادلات نافييه-ستوكس Navier-Stokes التي تصف سائل نيوتوني قابل للانضغاط:
{\displaystyle \rho \left({\frac {\partial \mathbf {u} }{\partial t}}+\mathbf {u} \cdot \nabla \mathbf {u} \right)=-\nabla p+\nabla \cdot \left[\mu \left(\nabla \mathbf {u} +\left(\nabla \mathbf {u} \right)^{\mathsf {T}}\right)\right]+\nabla \cdot \left[\lambda \left(\nabla \cdot \mathbf {u} \right)\mathbf {I} \right]+\rho \mathbf {g} }
تتحلل قوة الجسم إلى كثافة وتسارع خارجي، أي f = ρg. معادلة استمرارية الكتلة المصاحبة هي:
{\displaystyle {\frac {\partial \rho }{\partial t}}+\nabla \cdot (\rho \mathbf {u} )=0}
بالإضافة إلى هذه المعادلة، هناك حاجة إلى معادلة حالة ومعادلة لحفظ الطاقة. تعتمد معادلة الحالة المراد استخدامها على السياق (غالبًا قانون الغاز المثالي)، وبيالتالي يكون حفظ الطاقة:
{\displaystyle \rho {\frac {Dh}{Dt}}={\frac {Dp}{Dt}}+\nabla \cdot (k\nabla T)+\Phi }
حيث: h هو المحتوى الحراري، و T هي درجة الحرارة، و Φ هي دالة تمثل تبديد الطاقة بسبب آثار اللزوجة:
{\displaystyle \Phi =\mu \left(2\left({\frac {\partial u}{\partial x}}\right)^{2}+2\left({\frac {\partial v}{\partial y}}\right)^{2}+2\left({\frac {\partial w}{\partial z}}\right)^{2}+\left({\frac {\partial v}{\partial x}}+{\frac {\partial u}{\partial y}}\right)^{2}+\left({\frac {\partial w}{\partial y}}+{\frac {\partial v}{\partial z}}\right)^{2}+\left({\frac {\partial u}{\partial z}}+{\frac {\partial w}{\partial x}}\right)^{2}\right)+\lambda (\nabla \cdot \mathbf {u} )^{2}.}
مع وجود معادلة جيدة للحالة ودوال جيدة لاعتماد المعاملات (مثل اللزوجة) على المتغيرات، يبدو أن هذا النظام من المعادلات يُعطي بشكل صحيح نموذجًا لديناميكيات جميع الغازات المعروفة ومعظم السوائل.

#### سائل نيوتن غير قابل للضغط
بالنسبة للحالة الخاصة (ولكن الشائعة جدًا) للتدفق غير القابل للضغط، يتم تبسيط معادلات الزخم بشكل كبير. باستخدام الافتراضات التالية:
- ستكون اللزوجة μ الآن ثابتة
- تأثير اللزوجة الثاني λ = 0
- معادلة استمرارية الكتلة المبسطة ∇ ⋅ u = 0

هذا يعطي معادلات نافييه-ستوكس غير القابلة للضغط، والتي تصف السائل النيوتوني غير القابل للضغط:
{\displaystyle \rho \left({\frac {\partial \mathbf {u} }{\partial t}}+\mathbf {u} \cdot \nabla \mathbf {u} \right)=-\nabla p+\nabla \cdot \left[\mu \left(\nabla \mathbf {u} +\left(\nabla \mathbf {u} \right)^{\mathsf {T}}\right)\right]+\rho \mathbf {g} }
ثم بالنظر إلى جزء اللزوجة من معادلة الزخم x على سبيل المثال لدينا:
{\displaystyle {\begin{aligned}&{\frac {\partial }{\partial x}}\left(2\mu {\frac {\partial u}{\partial x}}\right)+{\frac {\partial }{\partial y}}\left(\mu \left({\frac {\partial u}{\partial y}}+{\frac {\partial v}{\partial x}}\right)\right)+{\frac {\partial }{\partial z}}\left(\mu \left({\frac {\partial u}{\partial z}}+{\frac {\partial w}{\partial x}}\right)\right)\\[8px]&\qquad =2\mu {\frac {\partial ^{2}u}{\partial x^{2}}}+\mu {\frac {\partial ^{2}u}{\partial y^{2}}}+\mu {\frac {\partial ^{2}v}{\partial y\,\partial x}}+\mu {\frac {\partial ^{2}u}{\partial z^{2}}}+\mu {\frac {\partial ^{2}w}{\partial z\,\partial x}}\\[8px]&\qquad =\mu {\frac {\partial ^{2}u}{\partial x^{2}}}+\mu {\frac {\partial ^{2}u}{\partial y^{2}}}+\mu {\frac {\partial ^{2}u}{\partial z^{2}}}+\mu {\frac {\partial ^{2}u}{\partial x^{2}}}+\mu {\frac {\partial ^{2}v}{\partial y\,\partial x}}+\mu {\frac {\partial ^{2}w}{\partial z\,\partial x}}\\[8px]&\qquad =\mu \nabla ^{2}u+\mu {\frac {\partial }{\partial x}}{\cancelto {0}{\left({\frac {\partial u}{\partial x}}+{\frac {\partial v}{\partial y}}+{\frac {\partial w}{\partial z}}\right)}}\\[8px]&\qquad =\mu \nabla ^{2}u\end{aligned}}\,}
وبالمثل بالنسبة لاتجاهات الزخم y و z يوجد μ∇2v و μ∇2w.
الحل أعلاه هو المفتاح لاشتقاق معادلات نافييه-ستوكس من معادلة الحركة في ديناميكيات الموائع عندما تكون الكثافة واللزوجة ثابتتين.

### السوائل غير النيوتونية
السائل غير النيوتوني هو سائل تختلف خصائص تدفقه بأي شكل من الأشكال عن خصائص السوائل النيوتونية. غالبًا فإن لزوجة السوائل غير النيوتونية هي دالة لمعدل القص أو تاريخ معدل القص. ومع ذلك، هناك بعض السوائل غير النيوتونية ذات اللزوجة المستقلة عن القص، والتي تظهر مع ذلك اختلافات ضغط طبيعية أو سلوكًا غير نيوتوني آخر. العديد من المحاليل الملحية والبوليمرات المنصهرة هي سوائل غير نيوتونية، كما هو الحال مع العديد من المواد الشائعة مثل الكاتشب والكاسترد ومعجون الأسنان ومعلقات النشا والطلاء والدم والشامبو. في السائل النيوتوني، تكون العلاقة بين إجهاد القص ومعدل القص خطية، وتمر عبر نقطة الأصل، ويكون ثابت التناسب هو معامل اللزوجة. في السائل غير النيوتوني، تختلف العلاقة بين إجهاد القص ومعدل القص، ويمكن حتى أن تعتمد على الزمن. عادة ما تسمى دراسة السوائل غير النيوتونية علم الجريان (الريولوجيا) rheology. وسيجري إعطاء بعض الأمثلة هنا.

#### سائل بينغهام
في سوائل بينغهام، يختلف الوضع قليلاً:
{\displaystyle {\frac {\partial u}{\partial y}}={\begin{cases}0,&\tau <\tau _{0}\\[5px]{\dfrac {\tau -\tau _{0}}{\mu }},&\tau \geq \tau _{0}\end{cases}}}
هذه سوائل قادرة على تحمل بعض القص قبل أن تبدأ في التدفق. هناك بعض الأمثلة الشائعة لها مثل معجون الأسنان والصلصال.

#### سائل قانون القوة
سائل قانون القوة هو مثال للسوائل التي يُعطى إجهاد القص τ فيها من العلاقة،
{\displaystyle \tau =K\left({\frac {\partial u}{\partial y}}\right)^{n}}
هذا الشكل مفيد لتقريب جميع أنواع السوائل العامة، بما في ذلك ترقق القص shear thinning (مثل طلاء اللاتكس) وتثخين القص shear thickening (مثل خليط ماء نشا الذرة).

## صياغة دالة الدفق
في تحليل التدفق، غالبًا ما يكون من المرغوب فيه تقليل عدد المعادلات و / أو عدد المتغيرات. يمكن اختزال معادلة نافييه-ستوكس غير القابلة للضغط مع استمرارية الكتلة (أربع معادلات في أربعة مجاهيل) إلى معادلة واحدة بمتغير تابع واحد في اتجاهين، أو معادلة متجهية واحدة ثلاثية الأبعاد. يتم تمكين هذا من خلال هويتين متجهتين لحساب التفاضل والتكامل :
{\displaystyle {\begin{aligned}\nabla \times (\nabla \phi )&=0\\\nabla \cdot (\nabla \times \mathbf {A} )&=0\end{aligned}}}
لأي قيمة مطلقة φ ومتجه Aقابل للتفاضل. تشير المعادلة الأولى إلى أن أي جزء في معادلة نافييه-ستوكس يمكن تمثيله على أنه تدرج gradient لقيمة مطلقة سيختفي عند تطبيق الدوران curl على المعادلة. بشكل عام، فإن الضغط p والتسارع الخارجي g سيتلاشيان، مما يؤدي إلى (هذا صحيح في اتجاهين 2D وثلاثة اتجاهات 3D):
{\displaystyle \nabla \times \left({\frac {\partial \mathbf {u} }{\partial t}}+\mathbf {u} \cdot \nabla \mathbf {u} \right)=\nu \nabla \times \left(\nabla ^{2}\mathbf {u} \right)}
حيث يُفترض أن جميع قوى الجسم يمكن وصفها على أنها تدرج (على سبيل المثال، هذا صحيح بالنسبة للجاذبية)، وتم تقسيم الكثافة بحيث تصبح اللزوجة هي لزوجة حركية.
تنص متطابقة حساب المتجه الثاني أعلاه على أن تباعد دوران حقل متجه يساوي صفرًا. نظرًا لأن معادلة استمرارية الكتلة (غير القابلة للضغط) تحدد تباعد سرعة التدفق وهي صفر، يمكننا استبدال سرعة التدفق بدوران متجهٍ ما ψ بحيث يتم تحقيق استمرارية الكتلة دائمًا:
{\displaystyle \nabla \cdot \mathbf {u} =0\quad \Rightarrow \quad \nabla \cdot (\nabla \times {\boldsymbol {\psi }})=0\quad \Rightarrow \quad 0=0}
لذلك، طالما يتم تمثيل سرعة التدفق من خلال u = ∇ × ψ، يتم تحقيق استمرارية الكتلة دون قيد أو شرط. مع هذا المتغير المتجه الجديد التابع، تصبح معادلة نافييه-ستوكس (مع curl كما هو مذكور أعلاه) معادلة متجهية من الدرجة الرابعة، لم تعد تحتوي على متغير الضغط غير المعروف ولم تعد تعتمد على معادلة منفصلة لاستمرارية الكتلة:
{\displaystyle \nabla \times \left({\frac {\partial }{\partial t}}(\nabla \times {\boldsymbol {\psi }})+(\nabla \times {\boldsymbol {\psi }})\cdot \nabla (\nabla \times {\boldsymbol {\psi }})\right)=\nu \nabla \times \left(\nabla ^{2}(\nabla \times {\boldsymbol {\psi }})\right)}
بصرف النظر عن احتوائها على مشتقات من الدرجة الرابعة، فإن هذه المعادلة معقدة إلى حد ما، وبالتالي فهي غير شائعة. لاحظ أنه إذا تم استبعاد التفاضل المتبادل cross differentiation، فإن النتيجة تكون معادلة متجه من الدرجة الثالثة تحتوي على مجال متجه غير معروف (تدرج الضغط) الذي يمكن تحديده من نفس شروط الحدود التي قد يطبقها المرء على معادلة الدرجة الرابعة أعلاه.

### تدفق ثنائي الأبعاد في الإحداثيات المتعامدة
تظهر الفائدة الحقيقية لهذه الصيغة عندما يكون التدفق ثنائي الأبعاد بطبيعته، ويتم كتابة المعادلة في نظام إحداثيات متعامد عام، وبعبارة أخرى نظام تكون فيه المتجهات الأساسية متعامدة. لاحظ أن هذا يحصر التطبيق في حدود الإحداثيات الديكارتية، في الواقع معظم أنظمة الإحداثيات شيوعا هي أنظمة متعامدة، بما في ذلك تلك المألوفة مثل نظام الإحداثيات الأسطواني أو الغامضة منها مثل الحلقية toroidal.
يتم التعبير عن سرعة التدفق ثلاثي الأبعاد على النحو التالي (لاحظ أن المناقشة لم تستخدم الإحداثيات حتى الآن):
{\displaystyle \mathbf {u} =u_{1}\mathbf {e} _{1}+u_{2}\mathbf {e} _{2}+u_{3}\mathbf {e} _{3}}
حيث: ei هي متجهات أساسية، ليست بالضرورة ثابتة وليست بالضرورة مقيسة normalized، و ui هي مكونات سرعة التدفق ؛ وافرض إحداثيات الفضاء هي (x1, x2, x3).
افترض الآن أن التدفق ثنائي الأبعاد. هذا لا يعني أن التدفق في مستوى ما، بل يعني أن مكون سرعة التدفق في اتجاه واحد يساوي صفرًا وأن المكونات المتبقية مستقلة عن نفس الاتجاه. في هذه الحالة (خذ المكون 3 ليكون صفرًا):
{\displaystyle \mathbf {u} =u_{1}\mathbf {e} _{1}+u_{2}\mathbf {e} _{2};\qquad {\frac {\partial u_{1}}{\partial x_{3}}}={\frac {\partial u_{2}}{\partial x_{3}}}=0}
لا يزال تعريف دالة المتجه ψ هو:
{\displaystyle \mathbf {u} =\nabla \times {\boldsymbol {\psi }}}
ولكن هذا يجب أن يبسط بطريقة ما أيضًا لأن التدفق يُفترض أنه ثنائي الأبعاد. إذا افترضنا وجود إحداثيات متعامدة، يتخد الدوران شكلاً بسيطًا إلى حد ما، وتمكن توسيع المعادلة أعلاه لتصبح:
{\displaystyle u_{1}\mathbf {e} _{1}+u_{2}\mathbf {e} _{2}={\frac {\mathbf {e} _{1}}{h_{2}h_{3}}}\left[{\frac {\partial }{\partial x_{2}}}\left(h_{3}\psi _{3}\right)-{\frac {\partial }{\partial x_{3}}}\left(h_{2}\psi _{2}\right)\right]+}
{\displaystyle {\ \ \ \ \ \ \ \ \ \ \ \ \ \ \ \ \ \ \ \ \ \ \ }+{\frac {\mathbf {e} _{2}}{h_{3}h_{1}}}\left[{\frac {\partial }{\partial x_{3}}}\left(h_{1}\psi _{1}\right)-{\frac {\partial }{\partial x_{1}}}\left(h_{3}\psi _{3}\right)\right]+{\frac {\mathbf {e} _{3}}{h_{1}h_{2}}}\left[{\frac {\partial }{\partial x_{1}}}\left(h_{2}\psi _{2}\right)-{\frac {\partial }{\partial x_{2}}}\left(h_{1}\psi _{1}\right)\right]}
يوضح فحص هذه المعادلة أنه يمكننا تعيين ψ1 = ψ2 = 0 والاحتفاظ بالمساواة دون فقدان العمومية، بحيث أن:
{\displaystyle u_{1}\mathbf {e} _{1}+u_{2}\mathbf {e} _{2}={\frac {\mathbf {e} _{1}}{h_{2}h_{3}}}{\frac {\partial }{\partial x_{2}}}\left(h_{3}\psi _{3}\right)-{\frac {\mathbf {e} _{2}}{h_{3}h_{1}}}{\frac {\partial }{\partial x_{1}}}\left(h_{3}\psi _{3}\right)}
الأهمية هنا هي أن مكونًا واحدًا فقط من ψ يبقى، بحيث يصبح التدفق ثنائي الأبعاد مسألة مع متغير تابع واحد فقط. وبذلك فإن معادلة نافييه-ستوكس المشتقة المتقاطعة تصبح معادلتين 0 = 0 ومعادلة واحدة ذات معنى.
المكون المتبقي ψ3 = ψ يسمى دالة التدفق. يمكن تبسيط معادلة ψ لأن الكميات المتنوعة ستساوي الصفر الآن، على سبيل المثال:
{\displaystyle \nabla \cdot {\boldsymbol {\psi }}={\frac {1}{h_{1}h_{2}h_{3}}}{\frac {\partial }{\partial x_{3}}}\left(\psi h_{1}h_{2}\right)=0}
إذا كان عاملا المقياس h1 و h2 مستقلان أيضًا عن x3. أيضا، من تعريف المتجه اللابلاسي vector Laplacian
{\displaystyle \nabla \times (\nabla \times {\boldsymbol {\psi }})=\nabla (\nabla \cdot {\boldsymbol {\psi }})-\nabla ^{2}{\boldsymbol {\psi }}=-\nabla ^{2}{\boldsymbol {\psi }}}
ستؤدي معالجة معادلة نافييه-ستوكس المشتقة المتقاطعة باستخدام المعادلتين السابقتين ومجموعة متنوعة من الهويات في النهاية إلى الحصول على المعادلة القياسية في اتجاه واحد لدالة التدفق:
{\displaystyle {\frac {\partial }{\partial t}}\left(\nabla ^{2}\psi \right)+(\nabla \times {\boldsymbol {\psi }})\cdot \nabla \left(\nabla ^{2}\psi \right)=\nu \nabla ^{4}\psi }
حيث: ∇4 هو المعامل الحيوي biharmonic operator. وهذا مفيد للغاية لأنه معادلة قياسية واحدة قائمة بذاتها تصف كلاً من بقاء الزخم وبقاء الكتلة في اتجاهين. المعادلات الأخرى الوحيدة التي تحتاجها هذه المعادلة التفاضلية الجزئية هي الشروط الأولية والحدية.
| اشتقاق معادلة دالة التدفق القياسي |
| --- |
| توزيع الدوران دوران (تحليل رياضي): {\displaystyle {\frac {\partial }{\partial t}}(\nabla \times (\nabla \times {\boldsymbol {\psi }}))+\nabla \times {\bigl (}(\nabla \times {\boldsymbol {\psi }})\cdot \nabla (\nabla \times {\boldsymbol {\psi }}){\bigr )}=\nu \nabla \times \left(\nabla ^{2}(\nabla \times {\boldsymbol {\psi }})\right)} Replacing curl of the curl with the Laplacian and expanding convection and viscosity: {\displaystyle -{\frac {\partial }{\partial t}}\left(\nabla ^{2}{\boldsymbol {\psi }}\right)+\nabla \times \left(\nabla \left({\frac {(\nabla \times {\boldsymbol {\psi }})\cdot (\nabla \times {\boldsymbol {\psi }})}{2}}\right)+\left(\nabla \times (\nabla \times {\boldsymbol {\psi }})\right)\times (\nabla \times {\boldsymbol {\psi }})\right)=\nu \left(\nabla ^{2}(\nabla (\nabla \cdot {\boldsymbol {\psi }}))-\nabla ^{4}{\boldsymbol {\psi }}\right)} Above, the curl of a gradient is zero, and the divergence of ψ is zero. Negating: {\displaystyle {\frac {\partial }{\partial t}}\left(\nabla ^{2}{\boldsymbol {\psi }}\right)+\nabla \times \left(\nabla ^{2}{\boldsymbol {\psi }}\times (\nabla \times {\boldsymbol {\psi }})\right)=\nu \nabla ^{4}{\boldsymbol {\psi }}} Expanding the curl of the cross product into four terms: {\displaystyle {\frac {\partial }{\partial t}}\left(\nabla ^{2}{\boldsymbol {\psi }}\right)+(\nabla \times {\boldsymbol {\psi }})\cdot \nabla \left(\nabla ^{2}{\boldsymbol {\psi }}\right)-\left(\nabla ^{2}{\boldsymbol {\psi }}\right)\cdot \nabla (\nabla \times {\boldsymbol {\psi }})+\left(\nabla ^{2}{\boldsymbol {\psi }}\right)(\nabla \cdot (\nabla \times {\boldsymbol {\psi }}))-(\nabla \times {\boldsymbol {\psi }})\left(\nabla \cdot \left(\nabla ^{2}{\boldsymbol {\psi }}\right)\right)=\nu \nabla ^{4}{\boldsymbol {\psi }}} Only one of four terms of the expanded curl is nonzero. The second is zero because it is the dot product of orthogonal vectors, the third is zero because it contains the divergence of flow velocity, and the fourth is zero because the divergence of a vector with only component three is zero (since it is assumed that nothing (except maybe h3) depends on component three). {\displaystyle {\frac {\partial }{\partial t}}\left(\nabla ^{2}{\boldsymbol {\psi }}\right)+(\nabla \times {\boldsymbol {\psi }})\cdot \nabla \left(\nabla ^{2}{\boldsymbol {\psi }}\right)=\nu \nabla ^{4}{\boldsymbol {\psi }}} This vector equation is one meaningful scalar equation and two 0 = 0 equations. |
الافتراضات الخاصة بمعادلة دالة التدفق هي:
- التدفق غير قابل للضغط ونيوتوني.
- الإحداثيات متعامدة.
- التدفق ثنائي الأبعاد: u3 = ∂u1∂x3 = ∂u2∂x3 = 0
- أول عاملين في نظام الإحداثيات مستقلان عن آخر إحداثي: ∂h1∂x3 = ∂h2∂x3 = 0، وإلا ستظهر أجزاء إضافية.

تحتوي دالة الدفق على بعض الخصائص المفيدة:
- نظرًا لأن −∇2ψ = ∇ × (∇ × ψ) = ∇ × u، فإن دوامة التدفق هي مجرد سالب لدالة لابلاسيان لدالة الدفق.
- منحنيات مستوى دالة التدفق هي انسيابية.

## موتر الإجهاد
يتضمن اشتقاق معادلة نافييه-ستوكس النظر في القوى المؤثرة على عناصر السوائل، بحيث تظهر كمية تسمى موتر الإجهاد stress tensor بشكل طبيعي في معادلة الزخم لكوشي. منذ أن تم أخذ تباعد هذا الموتر، فمن المعتاد كتابة المعادلة بشكل مبسط تمامًا، بحيث يتم فقد المظهر الأصلي لموتّر الإجهاد.
ومع ذلك، لا يزال لموتّر الإجهاد بعض الاستخدامات المهمة، لا سيما في صياغة الشروط الحدودية في واجهات السوائل. تذكر أن σ = −pI + τ، بالنسبة للسائل النيوتوني، موتر الإجهاد هو:
{\displaystyle \sigma _{ij}=-p\delta _{ij}+\mu \left({\frac {\partial u_{i}}{\partial x_{j}}}+{\frac {\partial u_{j}}{\partial x_{i}}}\right)+\delta _{ij}\lambda \nabla \cdot \mathbf {u} .}
إذا افترضنا أن السائل غير قابل للضغط، فإن الموتر يبسط بشكل كبير. في الإحداثيات الديكارتية ثلاثية الأبعاد على سبيل المثال:
{\displaystyle {\begin{aligned}{\boldsymbol {\sigma }}&=-{\begin{pmatrix}p&0&0\\0&p&0\\0&0&p\end{pmatrix}}+\mu {\begin{pmatrix}2\displaystyle {\frac {\partial u}{\partial x}}&\displaystyle {{\frac {\partial u}{\partial y}}+{\frac {\partial v}{\partial x}}}&\displaystyle {{\frac {\partial u}{\partial z}}+{\frac {\partial w}{\partial x}}}\\\displaystyle {{\frac {\partial v}{\partial x}}+{\frac {\partial u}{\partial y}}}&2\displaystyle {\frac {\partial v}{\partial y}}&\displaystyle {{\frac {\partial v}{\partial z}}+{\frac {\partial w}{\partial y}}}\\\displaystyle {{\frac {\partial w}{\partial x}}+{\frac {\partial u}{\partial z}}}&\displaystyle {{\frac {\partial w}{\partial y}}+{\frac {\partial v}{\partial z}}}&2\displaystyle {\frac {\partial w}{\partial z}}\end{pmatrix}}\\[6px]&=-p\mathbf {I} +\mu \left(\nabla \mathbf {u} +\left(\nabla \mathbf {u} \right)^{\mathsf {T}}\right)\\[6px]&=-p\mathbf {I} +2\mu \mathbf {e} \end{aligned}}}
حيث: eموتر معدل الإجهاد، وفق التعريف
{\displaystyle e_{ij}={\frac {1}{2}}\left({\frac {\partial u_{i}}{\partial x_{j}}}+{\frac {\partial u_{j}}{\partial x_{i}}}\right).}